# Чемпионат СССР по лёгкой атлетике 1949
Лично-командный чемпионат СССР по лёгкой атлетике 1949 года проходил с 3 по 9 сентября в Москве на стадионе «Динамо». На старт вышли 920 легкоатлетов, представлявшие команды союзных республик и городов Москвы и Ленинграда. На протяжении семи дней были разыграны 36 комплектов медалей (23 у мужчин и 13 у женщин).
Совместными усилиями участники обновили шесть и повторили два рекорда СССР. Два из них записал в свой актив белорусский легкоатлет Тимофей Лунёв. На своей основной дистанции 200 метров с барьерами он улучшил всесоюзное достижение в предварительном забеге — 24,0. В финале результат оказался на 0,2 секунды хуже, что к привело к напряжённой борьбе за победу с Евгением Буланчиком. Спортсмены финишировали практически одновременно, однако Лунёв первым коснулся грудью финишной черты и был объявлен победителем. Не менее упорным получился забег на 400 метров с барьерами. На первой половине дистанции Лунёв отпустил вперёд на 2-3 метра Буланчика и Юрия Литуева, а затем опередил их мощным ускорением на финишной прямой. Все три призёра показали результаты, превышающие прежний рекорд СССР (53,2).
Соперник Лунёва Евгений Буланчик к двум серебряным медалям добавил два золота. Он ожидаемо завоевал титул в беге на 110 метров с барьерами (14,4 — повторение собственного рекорда страны), а также внёс вклад в уверенную победу сборной Украины в эстафете 4×400 метров. Команда, составленная из Геннадия Модоя, Петра Денисенко, Евгения Буланчика и Петра Чевгуна, установила новый всесоюзный рекорд — 3.16,4.
Бегун на 400 метров Сергей Комаров предпринял очередную попытку побить рекорд страны 15-летней давности (48,6), принадлежавший Роберту Люлько. Однако в третий раз в году он всего лишь повторил это достижение. Этот чемпионский титул стал для Комарова шестым за последние семь лет (в 1948 году не участвовал в соревнованиях из-за травмы).
На аналогичной дистанции у женщин третий год подряд чемпионкой стала Ядвига Блинова. Как и годом ранее, ей удалось улучшить рекорд СССР. Новым ориентиром на этой дистанции для советских легкоатлеток стал результат 57,3.
Александр Канаки в третий раз в году улучшил национальный рекорд в метании молота. По ходу соревнований он сначала повторил прежнее достижение (57,86 м), а затем улучшил его до 58,59 м. Этот результат уступал действовавшему на тот момент мировому рекорду (59,57 м) менее метра.
Соревнования в ходьбе на 50 км проводились по 4-километровому асфальтовому кольцу вокруг стадиона «Динамо». Лидеры неоднократно менялись по ходу дистанции, различные спортсмены предпринимали попытки уйти в отрыв. К 30-му километру заход возглавил Владимир Ухов; на отметке 34 км он выигрывал у ближайшего преследователя Адольфа Лиепаскалнса 3 минуты 25 секунд. С этого момента разрыв между дуэтом лидеров стал сокращаться и окончательно исчез к 44-му километру. Благодаря быстрому финишу, Лиепаскалнс выиграл третий чемпионат страны на дистанции 50 км из четырёх проведённых. Его время 4:32.03,6 стало новым всесоюзным достижением и оказалось почти на две минуты быстрее официального мирового рекорда. Ухов финишировал вторым, проиграв чемпиону 2 минуты 40 секунд.
Несколько спортсменов в очередной раз подтвердили свой высокий класс. Спринтер Николай Каракулов выиграл три золотые медали (100 м, 200 м, эстафета 4×100 м). В шестой раз за последние семь лет он сделал победный дубль на дистанциях 100 и 200 метров; с 1943 года он всего лишь раз уступил золото в этих видах (в 1945 году в беге на 200 метров). Николай Озолин в 11-й раз стал чемпионом СССР в прыжке с шестом: свой первый титул он завоевал ещё в 1928 году, а с 1938 года не был победителем первенства страны всего лишь раз. Рекордсмен страны Сергей Кузнецов седьмой год подряд не знал себе равных в секторе для прыжка в длину. Бегун на длинные дистанции Феодосий Ванин в седьмой раз за последние восемь чемпионатов стал лучшим на дистанции 10 000 метров.
Четыре победы на чемпионате одержала Александра Чудина: 80 м с/б, прыжок в высоту, прыжок в длину, эстафета 4×100 м. Аналогичного успеха достигла другая легкоатлетка из Москвы Евгения Сеченова, выигравшая дистанции 100 и 200 м, а также эстафеты 4×100 м и 4×200 м.
Нина Думбадзе стала семикратной чемпионкой Союза в метании диска. По традиции, её преимущество над конкурентками оказалось колоссальным и в этот раз составило более 7 метров.
Неудачно сложился чемпионат для титулованного бегуна Александра Пугачёвского. Если годом ранее он завоевал три золотые медали на дистанциях 800 м, 1500 м и 3000 м с/п, то на первенстве 1949 года ограничился одной бронзой в стипль-чезе (в беге на 800 метров финишировал четвёртым).
В 1950 году эстонский метатель молота Оскар Линнасте был репрессирован, а все его упоминания были стёрты из официальных справочников по требованиям цензуры. Из-за этого долгое время считалось, что второе место в метании молота на чемпионате 1949 года занял Александр Шехтель, а третье — Николай Шорин (50,97 м). Историческая справедливость была восстановлена лишь после распада СССР, когда в 1995 году в журнале «Лёгкая атлетика» была опубликована статья Галины Хинчук-Михайловой с результатами соревнований 1949 года без правок цензоров.
Чемпионат СССР по марафону прошёл отдельно, 19 июля в Москве. Сильнейшие многоборцы страны определились 8—9 октября в Тбилиси.

## Командное первенство
| Место | Команда        |
| ----- | -------------- |
| 1     | Ленинград      |
| 2     | Москва         |
| 3     | Украинская ССР |

## Медалисты

### Мужчины
| Дисциплина             | Золото                                                                    | Золото    | Серебро                                                                     | Серебро   | Бронза                                                              | Бронза    |
| ---------------------- | ------------------------------------------------------------------------- | --------- | --------------------------------------------------------------------------- | --------- | ------------------------------------------------------------------- | --------- |
| 100 м                  | Николай Каракулов Москва                                                  | 10,6      | Владимир Сухарев Москва                                                     | 10,6      | Леван Санадзе Грузинская ССР Тбилиси                                | 10,7      |
| 200 м                  | Николай Каракулов Москва                                                  | 21,7      | Владимир Сухарев Москва                                                     | 21,7      | Пётр Головкин Москва                                                | 21,8      |
| 400 м                  | Сергей Комаров Москва                                                     | 48,6      | Пётр Чевгун Украинская ССР Киев                                             | 48,9      | Пётр Денисенко Украинская ССР Киев                                  | 49,8      |
| 800 м                  | Пётр Чевгун Украинская ССР Киев                                           | 1.52,1    | Эрих Веэтыусме Эстонская ССР Таллин                                         | 1.53,3    | Павел Дёмин Москва                                                  | 1.54,0    |
| 1500 м                 | Эрих Веэтыусме Эстонская ССР Таллин                                       | 3.54,8    | Николай Белокуров Украинская ССР Днепропетровск                             | 3.57,4    | В. Заварухин Москва                                                 | 3.58,0    |
| 5000 м                 | Иван Семёнов Ленинград                                                    | 14.44,8   | Никифор Попов Москва                                                        | 14.46,4   | Николай Алексеев Ленинград                                          | 14.48,6   |
| 10 000 м               | Феодосий Ванин Москва                                                     | 31.21,0   | Иван Семёнов Ленинград                                                      | 31.21,2   | Никифор Попов Москва                                                | 31.21,4   |
| 3000 м с препятствиями | Павел Зверев Москва                                                       | 9.14,8    | Михаил Салтыков Белорусская ССР Минск                                       | 9.17,6    | Александр Пугачёвский Москва                                        | 9.24,4    |
| 110 м с барьерами      | Евгений Буланчик Украинская ССР Киев                                      | 14,4      | Иван Степанчонок Москва                                                     | 15,1      | Юрий Литуев Ленинград                                               | 15,2      |
| 200 м с барьерами      | Тимофей Лунёв Белорусская ССР Минск                                       | 24,2      | Евгений Буланчик Украинская ССР Киев                                        | 24,2      | Имант Гайлис Латвийская ССР Рига                                    | 25,2      |
| 400 м с барьерами      | Тимофей Лунёв Белорусская ССР Минск                                       | 52,7      | Евгений Буланчик Украинская ССР Киев                                        | 52,9      | Юрий Литуев Ленинград                                               | 53,1      |
| Прыжок в высоту        | Юрий Илясов Ленинград                                                     | 1,92 м    | Герман Реш Ленинград                                                        | 1,89 м    | Юрий Финке Узбекская ССР Самарканд                                  | 1,86 м    |
| Прыжок с шестом        | Николай Озолин Москва                                                     | 4,18 м    | Пётр Денисенко Украинская ССР Киев                                          | 4,18 м    | Виктор Князев Москва                                                | 4,18 м    |
| Прыжок в длину         | Сергей Кузнецов Ленинград                                                 | 7,16 м    | Пётр Головкин Москва                                                        | 7,02 м    | Хандадаш Мадатов Азербайджанская ССР Баку                           | 6,91 м    |
| Тройной прыжок         | Леонид Щербаков Москва                                                    | 14,89 м   | Владимир Герасимчук Узбекская ССР Ташкент                                   | 14,58 м   | Пётр Злотников Белорусская ССР Гомель                               | 14,35 м   |
| Толкание ядра          | Хейно Липп Эстонская ССР Тарту                                            | 15,97 м   | Дмитрий Горяинов Ленинград                                                  | 15,78 м   | Виктор Тутевич Москва                                               | 15,43 м   |
| Метание диска          | Али Исаев Москва                                                          | 46,92 м   | Ивар Дриба Латвийская ССР Рига                                              | 46,69 м   | Хейно Липп Эстонская ССР Тарту                                      | 45,55 м   |
| Метание молота         | Александр Канаки Украинская ССР Киев                                      | 58,59 м   | Оскар Линнасте Эстонская ССР Пярну                                          | 53,55 м   | Александр Шехтель Ленинград                                         | 51,21 м   |
| Метание копья          | Харри Валлман Эстонская ССР Таллин                                        | 67,38 м   | Виктор Иевлев Ленинград                                                     | 66,68 м   | Юрий Щербаков Ленинград                                             | 66,44 м   |
| Ходьба на 20 км        | Арвид Менгис Латвийская ССР Лиепая                                        | 1:38.34,6 | Петерис Зелтыньш Латвийская ССР Рига                                        | 1:40.08,4 | Адольф Лиепаскалнс Латвийская ССР Алуксне                           | 1:40.33,2 |
| Ходьба на 50 км        | Адольф Лиепаскалнс Латвийская ССР Алуксне                                 | 4:32.03,6 | Владимир Ухов Ленинград                                                     | 4:34.43,0 | Лев Сеньков Ленинград                                               | 4:43.18,0 |
| Эстафета 4×100 м       | Москва Пётр Головкин Владимир Сухарев Сергей Комаров Николай Каракулов    | 42,0      | Украинская ССР Иван Анисимов Пётр Денисенко Александр Ярко Евгений Буланчик | 42,7      | Ленинград Павел Кияненко Виктор Рябов Леонид Григорьев Хейно Поттер | 42,7      |
| Эстафета 4×400 м       | Украинская ССР Геннадий Модой Пётр Денисенко Евгений Буланчик Пётр Чевгун | 3.16,4    | Москва Александр Пугачёвский Сергей Архаров С. Борсук Сергей Комаров        | 3.19,2    | Ленинград Юрий Литуев С. Кочетков Константин Шимов Хейно Поттер     | 3.20,0    |

### Женщины
| Дисциплина       | Золото                                                               | Золото  | Серебро                                                                            | Серебро | Бронза                                                                         | Бронза  |
| ---------------- | -------------------------------------------------------------------- | ------- | ---------------------------------------------------------------------------------- | ------- | ------------------------------------------------------------------------------ | ------- |
| 100 м            | Евгения Сеченова Москва                                              | 12,0    | Зоя Духович Москва                                                                 | 12,2    | Илга Зелтыня Латвийская ССР Рига                                               | 12,2    |
| 200 м            | Евгения Сеченова Москва                                              | 25,1    | Надежда Хныкина Грузинская ССР Тбилиси                                             | 25,6    | Зоя Духович Москва                                                             | 25,6    |
| 400 м            | Ядвига Блинова Москва                                                | 57,3    | Надежда Смирнова Москва                                                            | 58,0    | Вера Быстрова Ленинград                                                        | 58,1    |
| 800 м            | Евдокия Васильева Москва                                             | 2.14,8  | Галина Жильцова Москва                                                             | 2.15,3  | Валентина Богатырёва Украинская ССР Одесса                                     | 2.15,8  |
| 1500 м           | Евдокия Васильева Москва                                             | 4.41,0  | Галина Жильцова Москва                                                             | 4.43,2  | Клавдия Дмитрук РСФСР Тула                                                     | 4.43,8  |
| 80 м с барьерами | Александра Чудина Москва                                             | 11,7    | Екатерина Адаменко Украинская ССР Киев                                             | 11,8    | Елена Гокиели Грузинская ССР Тбилиси                                           | 11,8    |
| Прыжок в высоту  | Александра Чудина Москва                                             | 1,60 м  | Галина Ганекер Ленинград                                                           | 1,57 м  | Варвара Папышева Москва                                                        | 1,57 м  |
| Прыжок в длину   | Александра Чудина Москва                                             | 5,78 м  | Валентина Богданова Ленинград                                                      | 5,72 м  | Валентина Васильева РСФСР Ростов-на-Дону                                       | 5,69 м  |
| Толкание ядра    | Анна Андреева Москва                                                 | 14,51 м | Клавдия Точёнова Ленинград                                                         | 14,12 м | Татьяна Севрюкова Москва                                                       | 13,80 м |
| Метание диска    | Нина Думбадзе Грузинская ССР Тбилиси                                 | 52,27 м | Елизавета Багрянцева Москва                                                        | 45,24 м | Нина Пономарёва РСФСР Ставрополь                                               | 43,89 м |
| Метание копья    | Наталья Смирницкая Ленинград                                         | 49,99 м | Галина Зыбина Ленинград                                                            | 47,48 м | Александра Чудина Москва                                                       | 47,19 м |
| Эстафета 4×100 м | Москва Софья Мальшина Александра Чудина Зоя Духович Евгения Сеченова | 48,2    | Украинская ССР А. Сухорукова Александра Ус Валентина Андрианова Екатерина Адаменко | 48,8    | Латвийская ССР Таисия Васильева Зинаида Носкова Илга Зелтыня Скайдрите Жумбуре | 49,3    |
| Эстафета 4×200 м | Москва Ядвига Блинова Софья Мальшина Зоя Духович Евгения Сеченова    | 1.42,1  | Латвийская ССР Таисия Васильева Илга Зелтыня Зинаида Носкова Скайдрите Жумбуре     | 1.43,1  | РСФСР Полина Родина Екатерина Крайнова Лидия Шевцова Вера Петрашень            | 1.43,9  |

## Чемпионат СССР по марафону
Лично-командный чемпионат СССР по марафону 1949 года прошёл 19 июля в Москве. Во второй раз соревнования прошли по маршруту со стартом и финишем на стадионе «Динамо» и маршрутом по Ленинградскому шоссе. На старт вышло рекордное количество участников (130) из Москвы, Ленинграда и 14 союзных республик. Действующий чемпион страны в марафоне Феодосий Ванин не защищал титул из-за болезни.
Середину дистанции первым преодолел Василий Гордиенко, призёр четырёх предыдущих первенств СССР по марафону (в том числе чемпион 1947 года). На втором месте находился Иван Пиков, уступавший лидеру 40 секунд. На обратном пути к стадиону Гордиенко только упрочил лидерство и более чем уверенно завоевал второй чемпионский титул. Второе место долгое время сохранял Пиков, но на 38-м километре его обогнал Григорий Сучков. На финише серебряный призёр уступил чемпиону более трёх минут.
| Дисциплина | Золото                      | Золото    | Серебро                    | Серебро   | Бронза                     | Бронза    |
| ---------- | --------------------------- | --------- | -------------------------- | --------- | -------------------------- | --------- |
| Марафон    | Василий Гордиенко Ленинград | 2:34.49,4 | Григорий Сучков РСФСР Тула | 2:38.04,2 | Иван Пиков РСФСР Хабаровск | 2:39.46,4 |

## Чемпионат СССР по многоборьям
Чемпионат СССР по многоборьям 1949 года состоялся 8—9 октября на стадионе «Динамо» в Тбилиси, столице Грузинской ССР. Александра Чудина установила новое высшее мировое достижение в пятиборье — 4934 очка (толкание ядра — 13,51 м, прыжок в высоту — 1,61 м, 200 м — 25,3, 80 м с/б — 12,0, прыжок в длину — 5,71 м).

### Мужчины
| Дисциплина   | Золото                 | Золото           | Серебро                            | Серебро           | Бронза                | Бронза            |
| ------------ | ---------------------- | ---------------- | ---------------------------------- | ----------------- | --------------------- | ----------------- |
| Десятиборье* | Владимир Волков Москва | 7173 очка (6740) | Пётр Денисенко Украинская ССР Киев | 6975 очков (6559) | Юрий Литуев Ленинград | 6880 очков (6505) |

* Для определения победителя в соревнованиях десятиборцев использовалась старая система начисления очков. Пересчёт с использованием современных таблиц перевода результатов в баллы приведён в скобках.

### Женщины
| Дисциплина | Золото                   | Золото    | Серебро                    | Серебро   | Бронза                   | Бронза    |
| ---------- | ------------------------ | --------- | -------------------------- | --------- | ------------------------ | --------- |
| Пятиборье  | Александра Чудина Москва | 4934 очка | Клавдия Точёнова Ленинград | 3983 очка | Мария Балашова Ленинград | 3854 очка |